# Казаледжо Новара
Казалѐджо Нова̀ра (на италиански: Casaleggio Novara; на пиемонтски: Casaleugg, Казалеудж, на местен диалект: Casalösc, Казальоск) е село и община в Северна Италия, провинция Новара, регион Пиемонт. Разположено е на 168 m надморска височина. Населението на общината е 920 души (към 2010 г.).